# Ariol
Ariol é uma série de histórias em quadrinhos francesa criada por Marc Boutavant (desenhos) e Emmanuel Guibert (roteiro) inicialmente publicada na revista  J'aime lire e consequentemente adaptada em um desenho animado pelo estudio francês Folimage e a canadense Divertissement Subséquence em HD. Destinada a crianças de 6 a 10 anos, A série estreou pelo canal TéléTOON em 16 de novembro de 2009, atualmente animação é exibida no Brasil pelo canal Gloob.

## Sinopse
A trama acompanha Ariol, um burrinho tímido e criativo, que parece um garoto "normal" com idade por volta de nove anos e seus amigo, um grupo de crianças que através de um super computador conseguem encontrar soluções para vários desafios, e assim transformam alguns problemas do mundo em algo melhor.